# Бревно

Погрузка брёвен

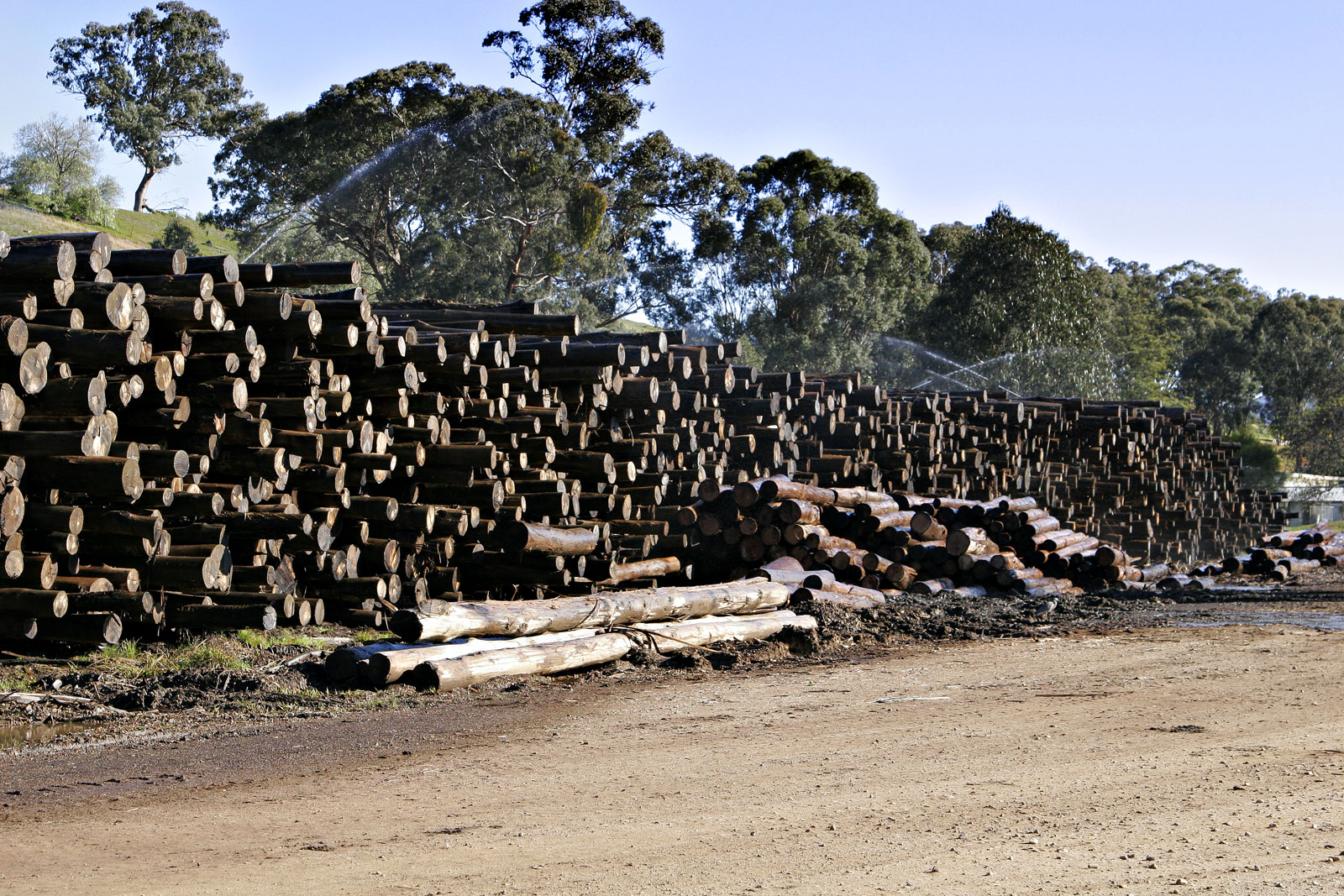
Брёвна на лесопилке

Северная стена дома из брёвен по прошествии 70 лет с постройки

Бревно́ —  круглый сортимент лесоматериала для использования в круглом виде, за исключением тонкомерной рудничной стойки, жердей и кольев, или в качестве сырья для получения пиломатериалов общего назначения и специальных видов лесопродукции.
При различении бревна и кряжа под бревном понимают отрезок из средней и верхней части хлыста, в то время как кряж берётся из нижней части ствола и служит для выработки специальных видов лесопродукции. Термина «кряж» нет в ГОСТ 17462—84, где в 1989 году его разновидности были переименованы в «брёвна», но он присутствует в классификаторе ОКДП.

## Современная классификация бревна

### Брёвна, используемые без переработки
- Гидростроительное бревно — бревно для гидротехнических сооружений, свай и элементов мостов.
- Мачтовое бревно — бревно для сооружения мачт судов и радиомачт.
- Бревно для столбов — бревно для изготовления опор линий связи и электропередач, а также опор в хмельниках.
- Строительное бревно — бревно для использования в строительстве без продольной распиловки.
- Подтоварник — тонкомерные строительные брёвна для вспомогательных и временных построек, толщиной: для хвойных — от 6 до 13 см включительно и для лиственных — от 8 до 11 см включительно.

### Круглые сортименты для распиловки
- Пиловочное бревно, или пиловочник (неофиц.) — для выработки пиломатериалов общего назначения, а также
- кряжи: авиационный, карандашный, лыжный, шпальный, резонансный, клёпочный, судостроительный и др. Согласно современной официальной классификации называются брёвнами, но на практике употребляются старые названия.

### Круглые сортименты для переработки лущением и строганием
- Кряжи: фанерный, спичечный, аккумуляторный и стружечный.

## Сведения из Энциклопедического словаря Брокгауза и Ефрона

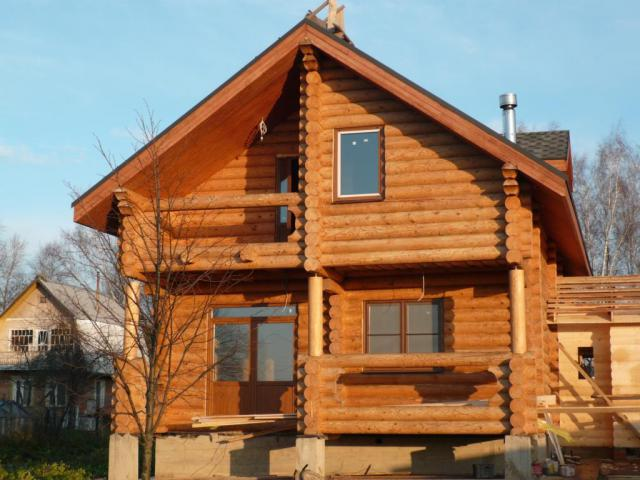
Дом, построенный из брёвен

Бревно (берно (Тульск.), круглыш (Сарат.), сабан (татарское название в южных губ.), перекатливый лес) — так называется, в общем, каждая часть ствола дерева, очищенного от сучьев и ветвей, длиною не менее 2 сажен и толщиною в тонком конце от 2 ½ до 3 вершков. Этот конец носит название вершинного, или верхнего, отруба, в противоположность другому — нижнему, комлевому отрубу, или комлю, а самые плоскости отрубов, или верхнее и нижнее основания брёвен, известны под именем торцовых плоскостей, или торцов. Из длинных стволов выходит по несколько брёвен: первое от комля — комель, второе — другач и третье — третьяк, или вершина.
По качествам древесины, наружному виду, употреблению в общежитии, различию размеров и местности брёвна получают различные названия. В общем отличают белый еловый лес от красного соснового, полукрасного и рудка; брёвна последней древесной породы, особенно смолистые, с выступившею на поверхности древесины смолою, составляют бугорный лес. Б. в коре коравка (Западные и средние губ., в частности на Днепре, еловое бревно 6 саж. длины, 6—8 вершк. толщины в верхнем отрубе), полуочищенное — полускробон (Вилен. губ.) и совершенно без коры — бельник, бельняк (Тверск., Яросл. Костр.), беляк (Виленск.), лупежник, облонь (Владим.), овохренное (Костромской, «овохрено скобою»), околенное (Арханг.), ошкуренное, скробанка (Западн. губ.). Если один из концов бревна, для удобства выволоки из леса, обделан в виде круглой шишки — серёжки, то такое бревно называют шишкарником (Вятск., Яросл.).
Сообразно с назначением брёвен, различают: балочный лес (Самарск.) — брёвна средней толщины; будулец (Западн. губ.) — крупные строевые; избняк — бревна, идущие на жилые постройки; обрубной лес — из которого делаются обрубы, или срубы изб; раменный лес (Костр.) — бревна, употребляемые на изготовление оконных рам и дверей (3—4 с. длины и 6—10 вершк. толщ. в верхнем отрубе); клетник, или клетовье, — тонкие брёвна для холостых или холодных построек; ослед, оследник, оследь, ослядь, оследина (Вятск., Пермск.) — мелкие и средние брёвна и т. п.
Классификация, или сортировка брёвен по размерам, основывается на различии их длины (измеряемой саженями, аршинами, локтями или футами) и толщины в верхнем отрубе (в вершках или дюймах). Нижняя толщина не имеет влияния на техническую пригодность бревна, а потому обыкновенно и не показывается, тем более что у брёвен из комлевой части ствола вследствие присутствия корневых разбегов нет надлежащего соотношения между толщиною обоих их отрубов. Обозначение брёвен по размерам делается так: сначала пишется длина его, а затем толщина в верхнем отрубе, напр. показание 5 саж. 7 вершк. означает, что данное бревно при 5 саж. длине имеет толщину в верхнем отрубе 7 вершков. Но цена брёвен, кроме размеров их, зависит ещё от древесной породы, которая обыкновенно и показывается вместе с размерами.
Общие названия брёвен:
- крупных размеров — матёрый, матерой, матерущий лес, хандовый лес (Самарск. — сосновый от 12 вершк. толщины);
- коротких и толстых — блок (Западн. губ., немецк. Block), коротыш — 2 с. длины (сплавляется по р. Сакмаре в Оренбург) и не более 3 саж. (Яросл.), трояк (Виленск., Минск.);
- тонкомерных — лопастник (по pp. Мологе и Шексне). Частные названия брёвен различных сортиментов весьма многочисленны и разнообразны, но, для удобства ознакомления, они могут быть соединены в две весьма не одинаковые по величине группы: брёвна, вывозимые за границу, и брёвна, идущие на употребление в России.

За границу отпускаются только два сортимента брёвен: кругляк и круглые балки. Первый, при толщине 7—9 вершков (12—15 рейнских дюймов), бывает длиною:
- гамбургский — I сорт, от 9 саж. и более и II — 7—8 саж.
- берлинский, или коленный, 3—6 саж. Круглые балки весьма различной длины: двояк, или медловка (Западн. губ.), — 18 фут., трояк — 24 ф., четверик — 30 фут., пятерик — 86 ф., шестерик — 42 ф., семерик — 48 ф. и осьмерик — 54 ф., причём толщина двояка и трояка от 6 вершк., а остальных 5 вершк. Учёт производится: при вывозе в Англию — лоадами, в 50 фут³, а в Германию — шокками, или копами, считая в каждой 372 погонные сажени длины брёвен, причём число последних округляется, и обыкновенно низших размеров идёт больше, чем следует по общему расчёту, высших же меньше, так, напр.: копу двояка составляют 189 штук круглых балок, трояка — 126, между тем как семерика — 54 и осьмерика — 47.

Гораздо более разнообразны по размерам и названиям брёвна, расходуемые на разные надобности в различных местностях России. Здесь могут быть указаны только главнейшие из них:
1. чегень, чигень, чегенина, чигина, чигининник (Волга, Астрахань), 6-12 саж. до 4 вершк. соснов., идёт на сваи для забойки учуг, то есть устройства частокола поперёк реки для ловли рыбы;
2. вал-стояк для ветряных мельниц (Тверск.) — соснов., 7 ⅓ саж. 10-12 верш., но на юге (Херсонская губ.) мельничные валы дубовые 2 ⅔ −3 саж. и 10-13 верш.;
3. мах (по p. Каме) — елов., 7-11 саж. 5 верш., употребляется на махи, то есть крылья ветряных мельниц;
4. жирость, жерость, жорость (Херс., Тавр.) — соснов., 8-10 с. 3-4 в.;
5. гила (Измаил, Бессарабск.) — елов., 9, 8, 6-7 с. и 4, 4 ½, 5 в.;
6. гринда (там же) — елов., 7-6 с. 3-4 и 3 ½-4½ в.;
7. сляга, слега, слеговина, стелюга (Арх.), гила, слежник (северо-вост. губ.) — сосн. и елов. 4-7 с. 3-4 в., в Самарской же губ. — 5 с., 2-5 в.;
8. колода а) швай (Киевск.) — 6 с., 6-8 в.; б) балочная (Херс.) — 6-8 с., 6-8 в.; в) обыкновенная (Тавр.) — 4-7 с., 6-7 в.;
9. семерина (Смол.) — 5 ½ −6 с. 7 в.;
10. подвязник (С.-Петерб.) — 5-8 с., 2 ½ −3 в.;
11. осленник (Яросл.) — сосн. и елов. 5-8 с., 5-6 в.;
12. рамень — 5-7 с., 5-8 в.;
13. связь (Вятск.) — елов. и пихтов., 6 с. 7-10 в., перепиливается в тёс;
14. бельник, бельняк (верховье Волги) — от 5 с. и до 10 в.;
15. бинг (Виленск.) — сосн. и елов., 5 с. 5-6 дюйм.;
16. скробанка (Зап. губ.) — сосн. 30-36 фут. и по толщине годное на брус;
17. балка (Витебск., Смол.) — от 11 дюйм. толщины;
18. четырешник (Казанск.) — 4 с., 4-8 в.;
19. балванка, болванка (Приднепровск. губ.) — сосн. 3-6 с., 4-6 в.;
20. качалка (там же) — 3 ½ −5 с., 6-10 в.;
21. телеграфные столбы — сосн. 3 ⅓ −4 с., 4 в. и дубов. — 3 ½ −5 с., 3-5 в.;
22. балашник (по Волге) — 3-4 с., 10-13 в.;
23. кряж — сосн. и елов. (Яросл.) 3-4 с., 10-12 в. и дубов., ясен., берест., клён. и граб. (Xepc.) — 3 с., 5 в.;
24. накатник (Волынск.) — 3-4 с., 2-5 в.;
25. коротье (Яросл.), кряжник (Казанск.) — сосн. и елов. 3 с., 8-12 в., распиливается на доски;
26. тройник (Казанск.) — 3 с., 4-10 в.;
27. беляк (Вил.) — сосн. без коры от 3 с. 9-13 дюйм.;
28. двурядник (Смол. — от сплава в двурядных плотах) — 3-3 ⅓ с., 3-3 ½ в.;
29. сутунка (Томск.) — 2 с., 10-12 в.;
30. заборник: а) замётник (по Волге), заплотник (Пермск.) — 3-7 с., 3 в.; б) Казанск. губ. — 3 с., 3 в., употребляется на надворные крестьянские постройки, и в) в Могил. губ. — елов. 2 ⅓ с., 2 в. и 3-3 ⅓ с., 3 в.

## Любопытные факты
- Бревно используется как метафора в Нагорной проповеди Иисуса Христа: «И что ты смотришь на сучок в глазе брата твоего, а бревна в твоём глазе не чувствуешь?… Лицемер! Вынь прежде бревно из твоего глаза, и тогда увидишь, как вынуть сучок из глаза брата твоего» (Мф. 7:3, 5).